# Saba thompsonii
Saba thompsonii är en oleanderväxtart som först beskrevs av Auguste Jean Baptiste Chevalier, och fick sitt nu gällande namn av Marcel Pichon. Saba thompsonii ingår i släktet Saba och familjen oleanderväxter. Inga underarter finns listade i Catalogue of Life.